# Sī Pāreh
Sī Pāreh är en ort i Iran.   Den ligger i provinsen Kerman, i den sydöstra delen av landet, 1 000 km sydost om huvudstaden Teheran. Sī Pāreh ligger 679 meter över havet och antalet invånare är 151.
Terrängen runt Sī Pāreh är platt åt nordväst, men åt sydost är den kuperad. Runt Sī Pāreh är det glesbefolkat, med 14 invånare per kvadratkilometer. Närmaste större samhälle är Chāh-e Zīārat, 16,4 km väster om Sī Pāreh. Trakten runt Sī Pāreh är ofruktbar med lite eller ingen växtlighet.